# Marc Bernal
Marc Bernal Casas (Berga, 26 de maio de 2007) é um futebolista espanhol que atua como volante. Atualmente, joga pelo Barcelona.

## Carreira
Nascido em Berga, Barcelona, Catalunha, Bernal é um produto juvenil do CE Berga e do Gimnàstic Manresa , e mudou-se para La Masia aos 6 anos, onde subiu nas categorias de base. Em 23 de junho de 2023, ele assinou seu primeiro contrato profissional com o Barcelona até 2026. Ele fez sua estreia sênior e profissional com o Barcelona Atlètic em uma derrota por 1 a 0 da Primera Federación para o Logroñés em 27 de agosto de 2023. Ele marcou seus primeiros gols profissionais com o Barcelona Atlètic em uma vitória por 3 a 1 sobre o Sestao em 22 de outubro de 2023.
Em 17 de agosto de 2024, ele fez sua estreia na La Liga com o Barcelona , começando em uma vitória por 2 a 1 fora de casa sobre o Valencia. Mais tarde naquele mês, em 27 de agosto, ele sofreu uma ruptura do ligamento cruzado anterior (LCA) no joelho esquerdo em uma vitória por 2 a 1 fora de casa sobre o Rayo Vallecano. Um mês depois, em 30 de setembro, o Barcelona anunciou um ajuste no contrato de Bernal, incluindo uma cláusula de rescisão de 500 milhões de euros, vinculando-o ao clube até 30 de junho de 2026 com uma opção de mais três anos.

## Seleção Espanhola
Bernal foi convocado para um campo de treinamento da seleção espanhola sub-16 em outubro de 2022. Em agosto de 2023, ele foi convocado para um campo de treinamento da seleção espanhola sub-18. Ele foi convocado para a seleção final da seleção espanhola sub-17 na Copa do Mundo FIFA Sub-17 de 2023.
Ele foi nomeado para o elenco final da seleção espanhola sub-17 no Campeonato Europeu de Sub-17 da UEFA de 2024.

## Estilo de jogo
Bernal é um versátil meio-campista canhoto que geralmente joga como volante, mas também pode jogar mais ofensivamente, se necessário. Ele tem um físico robusto e ótimas habilidades de passe. Ele é equilibrado e pode passar bem sob pressão. Ele também foi comparado a Busquets.

## Títulos
Barcelona
- La Liga: 2024–25